# Oghamsteine von Tullaherin

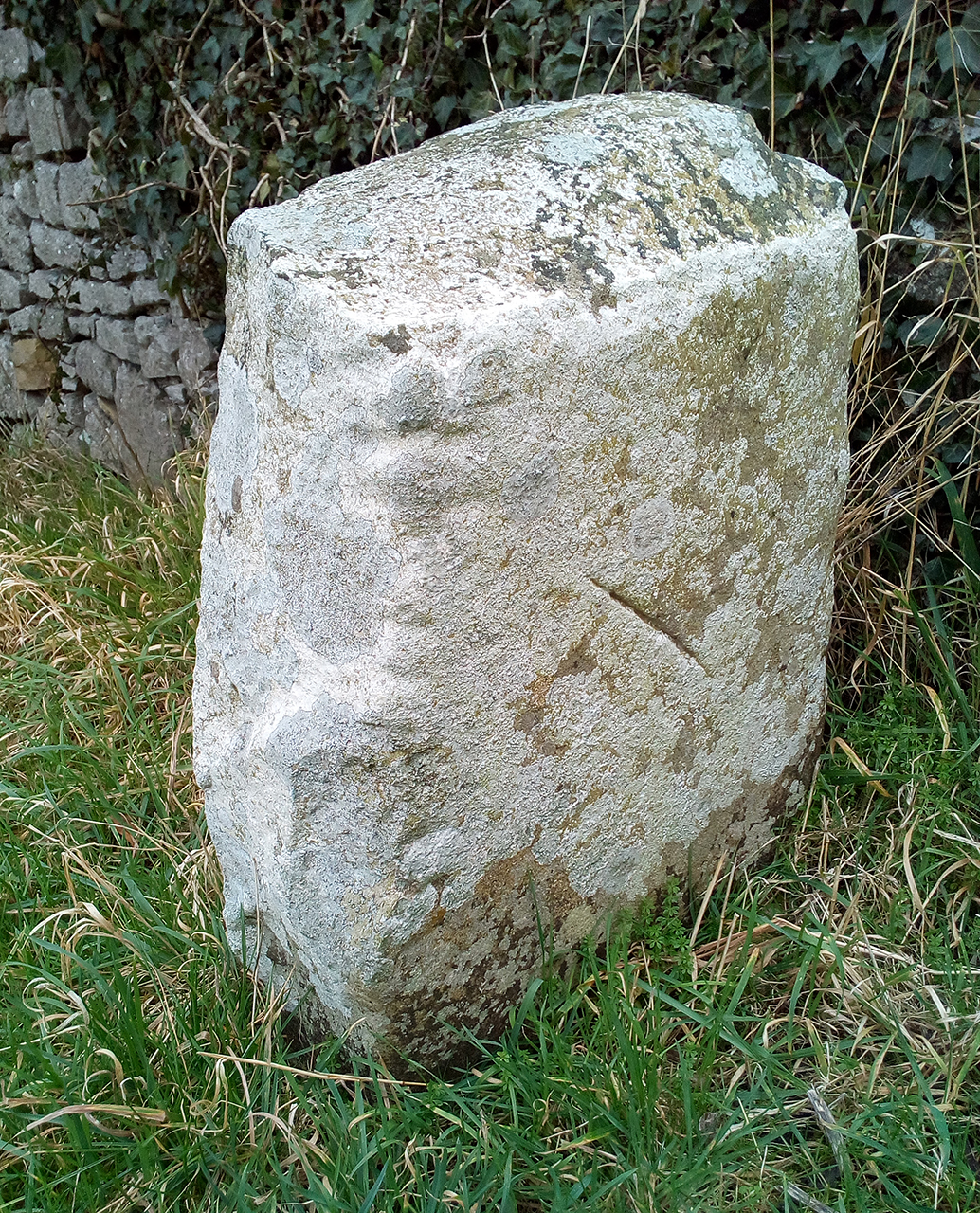
Stein 1

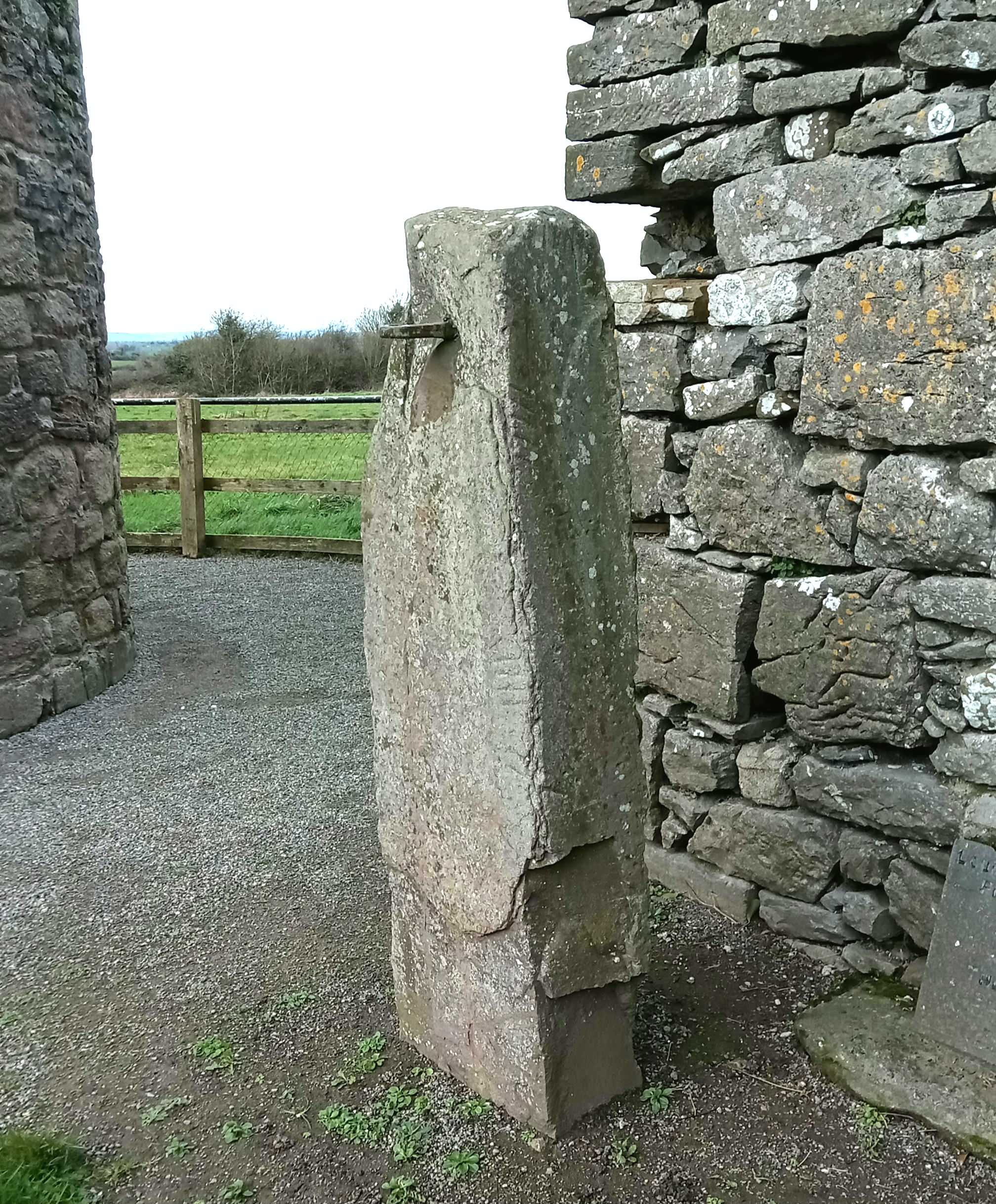
Oghamstein aus Loughboreen

Die Oghamsteine von Tullaherin (irisch An Tulaigh Thirim dt. „der trockene Hügel“) stehen im Townland Tullaherin, südöstlich von Kilkenny im County Kilkenny in Irland.
Tullaherin ist ein frühkirchlicher Ort, der eventuell mit dem in den Annalen erwähnten „Tulach Inmuinn“ gleichzusetzen ist. Der Ort verfügt über eine Kirchenruine, einen Rundturmrest von 22,5 m Höhe und zwei Oghamsteine, von denen einer im nahen Loughboreen entdeckt wurde, aber vermutlich von hier stammt.
Stein 1 (CIIC 35) ist der 1852 entdeckte Stumpf einer Sandsteinsäule, deren oberer Teil abgebrochen und verloren ist. Er steht wahrscheinlich am ursprünglichen Standort in der Nähe des Rundturms, misst 0,7 × 0,51 × 0,27 m und es gibt einen auffallenden Schnitt auf der Vorderseite den R. A. S. Macalister als „schräge Markierung ohne Bedeutung“ abtut. Er weist jedoch gewisse Ähnlichkeiten mit denjenigen Steinen auf, die als „Schleifstein für Klingen“ beschrieben wurden. Macalister stellt fest, dass die Inschrift auf zwei Ecken existierte und wahrscheinlich von oben nach unten zu lesen war, aber es ist unmöglich zu sagen, wie sie lautete. Übrig blieben weniger als drei Buchstaben auf einer Ecke. Die Schriftung ist mit breiten, kurzen Kerben übersät und mit Flechten bedeckt. 
Der Oghamstein von Loughboreen steht in der Nähe der Kirchenruine von Tullaherin. Der Rundturm steht etwa 2,0 Meter westlich vom Oghamstein. Offenbar wurde er in Loughboreen als Torpfosten verwendet und 1983 nach Tullaherin zurückgebracht. 
Er ist 1,6 Meter hoch, an der Basis 49 Zentimeter breit, verjüngt sich nach oben auf 27 Zentimeter und ist 27 Zentimeter dick. An den Kante des Steins sind einige Ogham-Zeichen sichtbar (Buchstaben M C R G) und (D und T).